# Żyzdra
Żyzdra – miasto w Rosji, w obwodzie kałuskim. W 2010 roku liczyło 5585 mieszkańców.